# Sphaerodoropsis furca
Sphaerodoropsis furca är en ringmaskart som beskrevs av Fauchald 1974. Sphaerodoropsis furca ingår i släktet Sphaerodoropsis och familjen Sphaerodoridae. Inga underarter finns listade i Catalogue of Life.